# 火神淀
火神淀，中国古地名。
火神淀在今河北省涿鹿县西。五代十国后周广顺元年（951年），辽世宗耶律阮想要南进，契丹诸部不从，世宗强令前行，抵达新州的火神淀，契丹内乱，弑杀世宗，拥立世宗叔父辽太宗的儿子述律为皇帝，即辽穆宗。从回到幽州，派使者告知北汉。